# M. Butterfly
M. Butterfly è un film drammatico del 1993 diretto da David Cronenberg, basato sull'omonima pièce teatrale di David Henry Hwang, liberamente ispirata ad un fatto realmente accaduto.

## Trama
La storia è ambientata a Pechino nel 1964. René Gallimard è un diplomatico del consolato francese che viene trasferito con la moglie da Parigi alla capitale della cinese. Durante una festa assiste alla versione della Madama Butterfly di Puccini eseguita da una cantante dall'aspetto vagamente androgino dell'Opera di Pechino. Incantato dalla sua interpretazione, Gallimard decide di incontrarla e scopre che si chiama Song Liling. Decide quindi di accompagnarla a casa e di conversare con lei strada facendo. Dopo essersi congedato, incontra un pescatore che gli offre in dono una libellula.
Il giorno seguente la moglie di Gallimard chiede al marito per quale motivo sia rientrato così tardi, ma lui le dice una bugia. La sera stessa Gallimard torna a trovare la signorina Song, che si mostra onorata ma soprattutto preoccupata per lo scandalo che potrebbe suscitare quell'incontro; René riesce ugualmente a sedurla e a baciarla. A un ricevimento alcuni funzionari dell'ambasciata minacciano Gallimard perché tenga basso il controllo sulle loro spese e René risponde alla provocazione con un aumento del controllo.
Dopo diverse settimane trascorse da quel bacio, durante le quali la signorina Song gli ha scritto senza ricevere alcuna risposta, il suo atteggiamento responsabile gli frutta la promozione alla carica di pro-console e così René decide di tornare a vedere Song, che gli rivela di essere ancora vergine. In veste della nuova carica Gallimard indìce una riunione con gli altri funzionari del consolato, nella quale sostiene la necessità di cambiare atteggiamento nei confronti del governo cinese e della cultura locale. A un picnic con Song, René le confessa di amarla perché sente nella sua Butterfly un senso di sottomissione che lo gratifica. Lei non può fare a meno di ammetterlo, nonostante ne riconosca il difetto. L'ambasciatore Toulon intanto lo informa della volontà del presidente degli Stati Uniti Lyndon B. Johnson di aumentare la mole d'attacco sul Laos. Gallimard è convinto che i cinesi, per attitudine, siano facili da sottomettere e che gli americani non incontreranno problemi nel vincere in Vietnam.
In casa sua Song detta importanti informazioni carpite a Gallimard a un rappresentante del partito, che gli fa notare come alla Direzione non piaccia il metodo che sta utilizzando. A un altro ricevimento, René si lascia abbordare da Frau Baden, la moglie dell'ambasciatore tedesco. La notte, ubriaco, va da Song e le chiede di mostrarle il corpo che gli ha sempre nascosto. Lei gli dice di essere incinta e lui confessa di averla tradita, pentendosi. Il giorno dopo la donna lascia la città perché, come da tradizione, deve andare nel paese dei genitori e farà ritorno solo quando il bambino avrà compiuto tre mesi.
In realtà Song si vede con un membro del partito al quale chiede, per portare a termine la missione, di procurargli un bambino cinese biondo di quell'età. Una sera, tornando verso casa in bicicletta, René s'imbatte in una manifestazione di protesta maoista nella quale vengono dati alle fiamme i vestiti del teatro classico. Le rappresentazioni di partito hanno, infatti, sostituito quelle tradizionali, considerate conservatrici. Secondo un rapporto letto dall'ambasciatore Toulon al gruppo dei funzionari riunito in assemblea, i fatti sono andati diversamente da quanto Gallimard si aspettava: i cinesi, spinti dalle Guardie rosse nate dal movimento rivoluzionario degli studenti, hanno proposto l'espulsione di tutti gli stranieri e gli Stati Uniti non riescono a venire a capo della situazione vietnamita.
Una sera, mentre fa ritorno nel suo appartamento, René trova Song sulle scale del palazzo che gli mostra il figlio, ma immediatamente dopo viene condotta via da due Guardie rosse che considerano gli artisti classici degli antirivoluzionari. Qualche giorno dopo Gallimard viene dimesso dal suo incarico e Song Liling inviata in un campo di lavori forzati. Nel 1968, a Parigi, Gallimard è all'Opera dove assiste a una rappresentazione della Madama Butterfly. Poco dopo, in un bar, sfoga la sua solitudine con uno sconosciuto mentre in strada avvengono duri scontri tra manifestanti comunisti e forze di polizia.
Alcuni giorni dopo arriva al suo appartamento Song con la quale finalmente René può congiungersi. Passa del tempo. Tre uomini lo attendono sotto casa mentre scende con un pacco diplomatico. Sono trascorsi difatti due anni da quando Song lo ha raggiunto a Parigi e le carte sono state scoperte. In un tribunale, René è considerato un traditore dello Stato francese di fronte alla deposizione del signor Liling, in realtà una spia ma soprattutto un uomo. Incriminato e giudicato colpevole di tradimento, René è condotto in carcere insieme al suo accusatore. Durante il tragitto egli rinnega la relazione e il signor Song Liling si sveste per mostrargli il corpo che aveva amato. Una sera, in prigione, René prepara la sua "personale" rappresentazione teatrale nella quale si mostra al pubblico di galeotti come Madama Butterfly, con tanto di trucco e kimono. Alla fine della sua opera, si toglie la vita tagliandosi la gola con un piccolo specchio mentre il signor Song, in lacrime sull'aereo, viene rimpatriato.

## Collegamenti ad altre pellicole
- Questa è la seconda pellicola che vede Cronenberg affidare il personaggio principale a Jeremy Irons; famosa è diventata la sua interpretazione per la scena finale: il martirio dell'amante recluso, carcerato, incatenato alla perfetta illusione (mancanza d'amore?) capace d'ingannare e ottenebrarne la mente, tanto da disconoscere la realtà (sbagliando tutte le conclusioni sull'attacco statunitense in Vietnam). Una specie di richiamo ai lavori passati, una frase di René Gallimard: “Non esiste il destino, tranne quello che noi creiamo per noi stessi”, parole che sembrano prese direttamente da La zona morta (1983).
- Il lungo dolly che svela, con panoramica destra mista, il primo piano di mister Song Liling nel campo di lavori forzati, ricorda, per luce e colori, l'inizio di Spartacus (1960) di Stanley Kubrick.
- Sul medesimo tema di M. Butterfly uscirono nello stesso periodo i film La moglie del soldato (1992), di Neil Jordan, e Addio mia concubina (1993), di Chen Kaige, che riscossero entrambi un grande successo.